# ローゼン・タンタウ

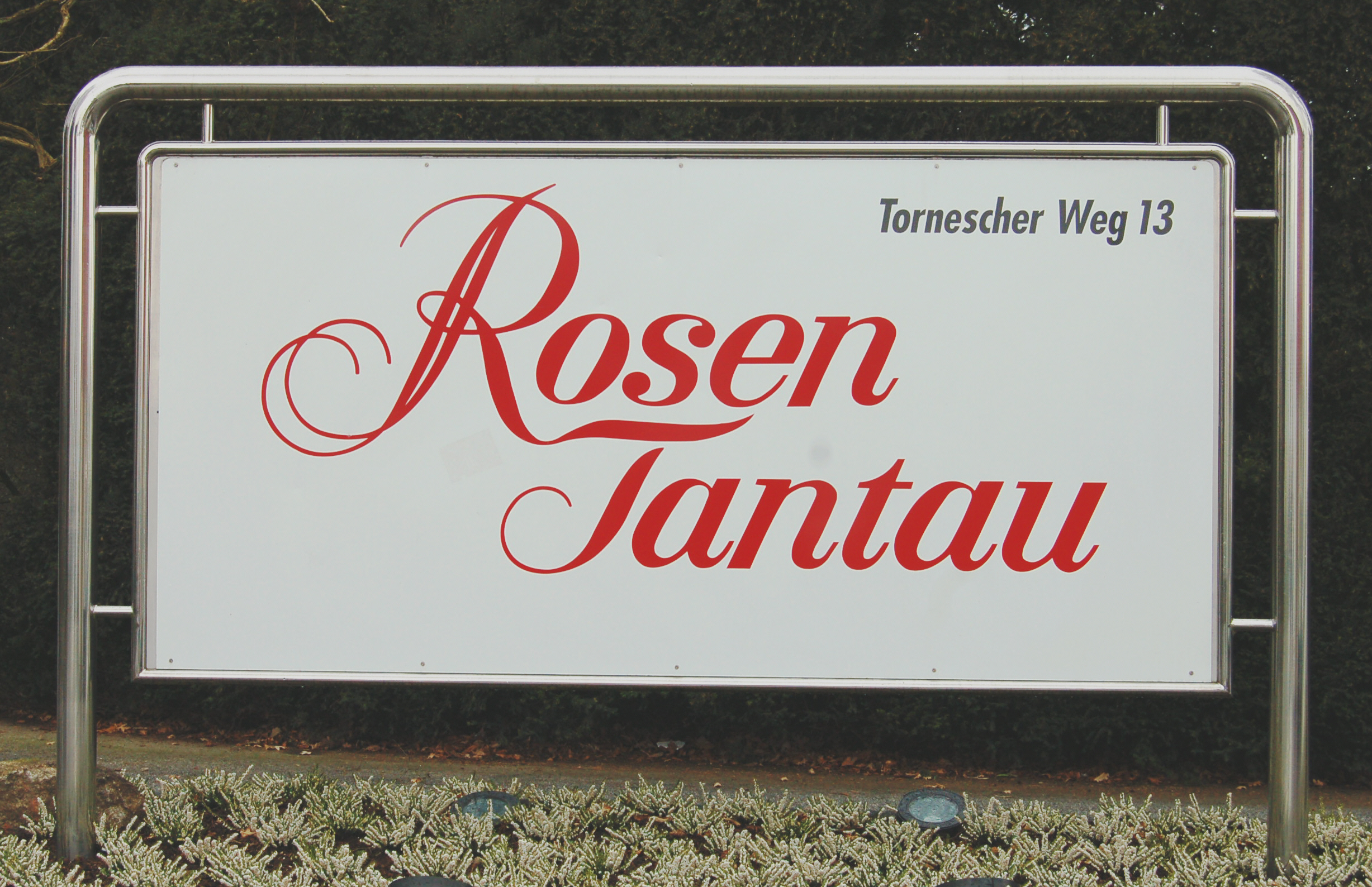
ユーテルゼンの本社前にあるロゴ

ローゼン・タンタウ　（Rosen Tantau）は、ドイツ、ユーテルゼンにあるバラ育種会社。従業員数はおよそ90人で、世界の主要国に約50の販売代理店を持つ。年間約2千万本のバラ苗の小売および卸を行っている。
1906年、マティアス・タンタウ（de）によってユーテルゼンで設立された。1930年代には、ヴィルヘルム・コルデス社に次ぐバラ育種会社に成長した。マティアスはフロリバンダの改良に力を入れた。1945年のTantaus Triumph、1946年のFanalが彼の代表作である。
1945年、息子で同名のマティアス2世（de）が経営を受け継いだ。彼は、大輪で色鮮やか、花もちのいいバラが流行していることから育種のやり方を変えた。彼が手がけた最初のバラの一つが、1954年のコンラート・アデナウアー・ローズであった。
1960年、マティアス2世はサーモン・オレンジ色のバラ、スーパー・スターを送り出した。1964年当時、従業員数70人の会社に成長し、毎年3万本のバラ苗を生産していた。
1985年、マティアス2世は家族経営で行ってきた会社を、従業員のハンス・ユルゲン・エファース（Hans Jürgen Evers）へ売却し、自らは引退した。エファースのリーダーシップのもとで生み出されたのが、アビゲイル、アウグスタ・ルイーゼである。

## タンタウ作出のバラ

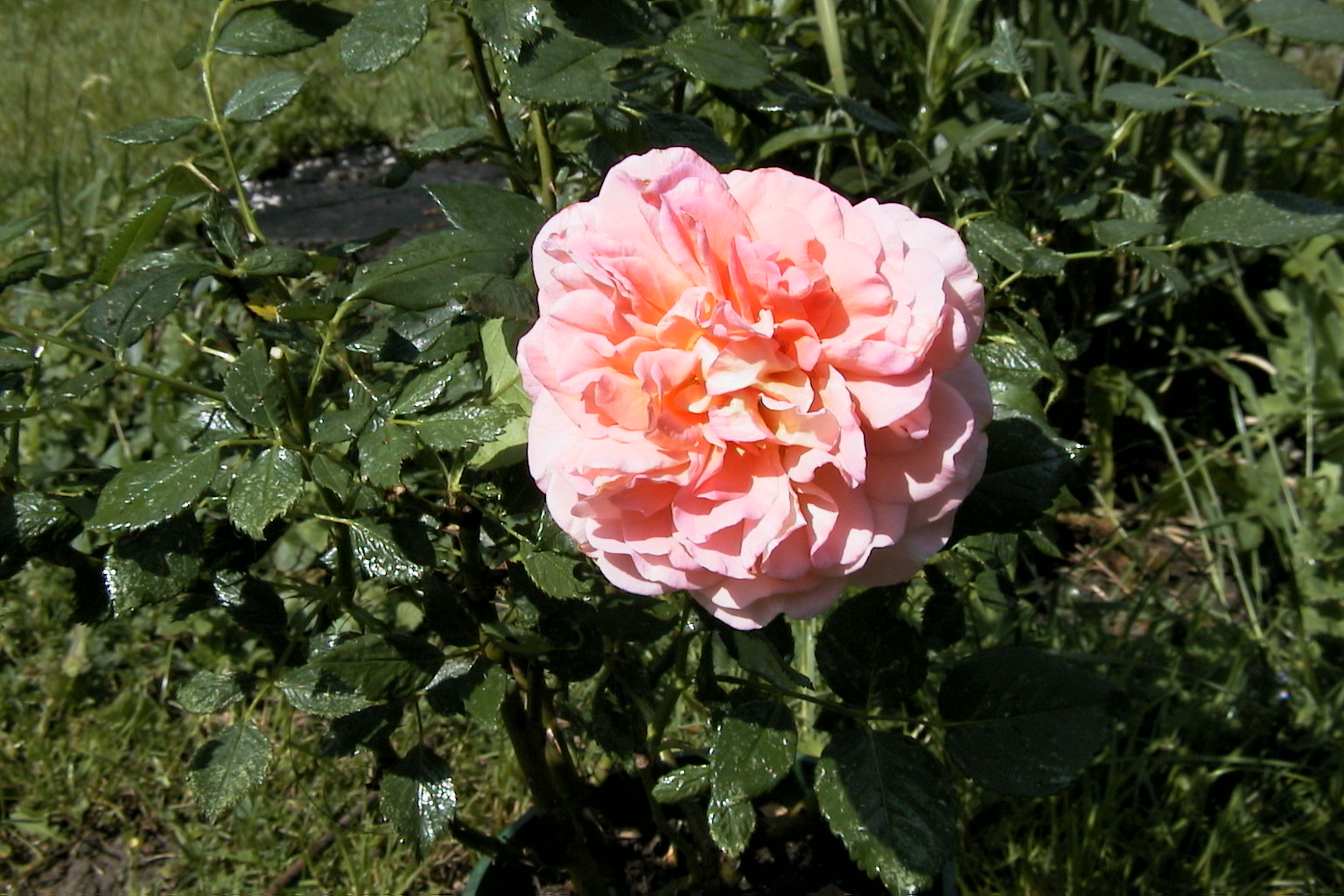
アウグスタ・ルイーゼ
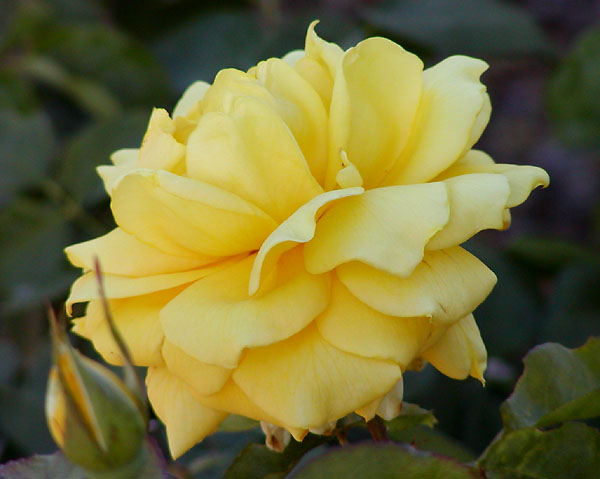
ランドラ
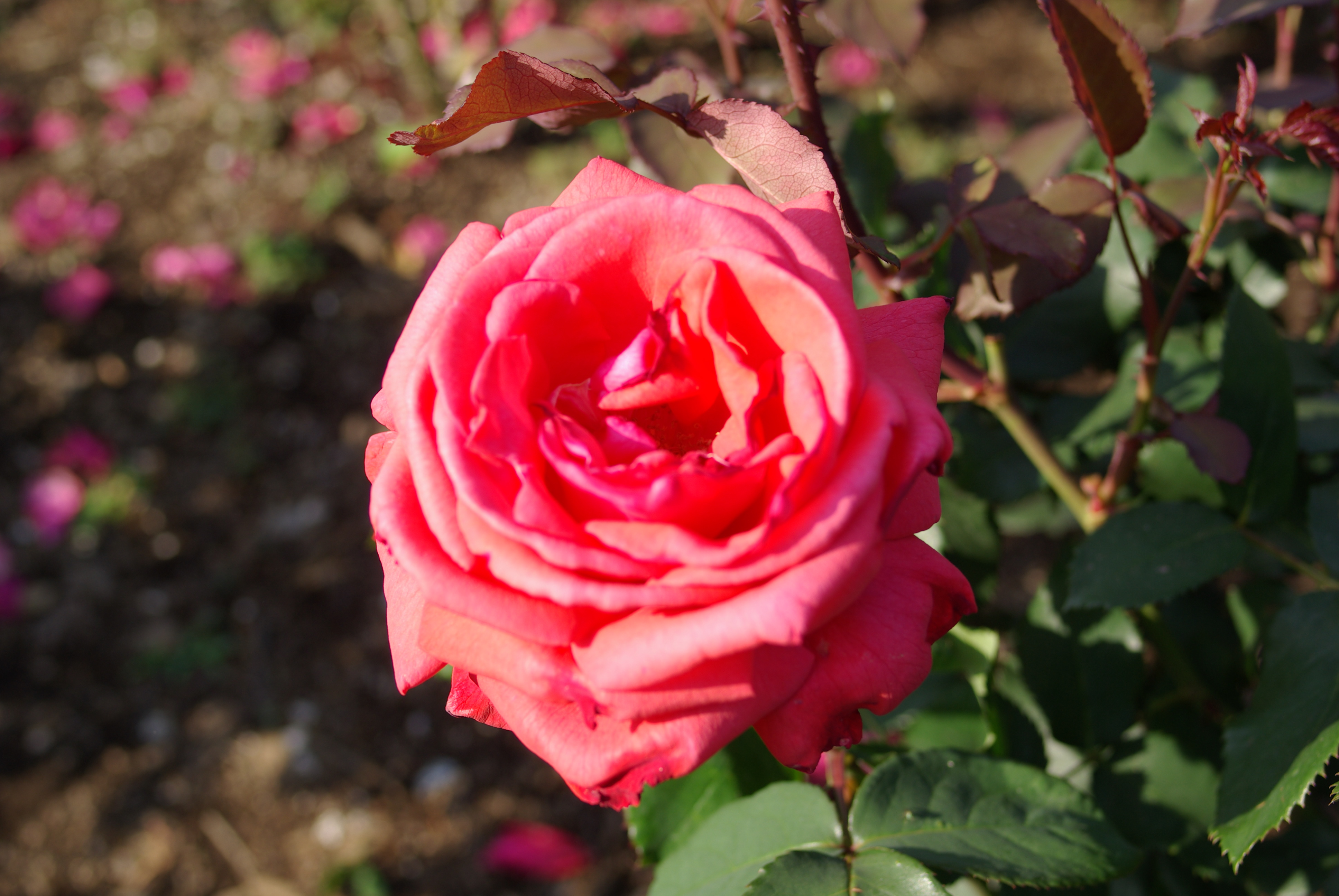
ドフトボルケ(別名フラングラント クラウド) 1981年 バラの殿堂入り